# Élections législatives camerounaises de 2002
Des élections législatives ont eu lieu au Cameroun le 30 juin 2002. Elles sont largement remportées par le Rassemblement démocratique du peuple camerounais qui remporte 149 des 180 sièges.
La cour suprême a annulé les résultats de 17 sièges en raison de diverses irrégularités. Ces sièges ont été désignés le 15 septembre 2002 par des nouvelles élections.

## Résultats
Le Rassemblement démocratique du peuple camerounais remporte largement ces élections en obtenant 149 sièges sur 180, soit 33 de plus qu'aux précédentes élections.
Du côté de l'opposition, le Front social démocrate perd près de la moitié de ses sièges, passant de 43 à 21. Quant à l'Union nationale pour la démocratie et le progrès, elle ne conserve qu'un seul siège sur les 13 qu'elle possédait.
| Parti                                            | Votes | % | Sièges | +/- |
| ------------------------------------------------ | ----- | - | ------ | --- |
| Rassemblement démocratique du peuple camerounais |       |   | 149    | +33 |
| Front social démocratique                        |       |   | 22     | -21 |
| Union démocratique du Cameroun                   |       |   | 5      | 0   |
| Union des populations du Cameroun                |       |   | 3      | +2  |
| Union nationale pour la démocratie et le progrès |       |   | 1      | -12 |
| Total                                            |       |   | 180    | 0   |

## Composition sociologique de l'Assemblée
16 des 180 élus sont des femmes, soit 8,89% de l'Assemblée.